# Donji Dragičevci
Donji Dragičevci falu Horvátországban Belovár-Bilogora megyében. Közigazgatásilag Csázmához tartozik.

## Fekvése
Belovártól légvonalban 25, közúton 38 km-re délnyugatra, községközpontjától légvonalban 5, közúton 7 km-re északnyugatra, Cerina és Gornji Dragičevci között fekszik. Határának legnagyobb részét termőföldek, keleten kisebb részben erdők borítják.

## Története
A térség török uralom alóli felszabadítása után a 17. században telepítették be. 1774-ben az első katonai felmérés térképén az akkor még egységes Dragičevci „Dorf Dragichevecz” néven szerepel. A Horvát határőrvidék részeként a Kőrösi ezredhez tartozott. Lipszky János 1808-ban Budán kiadott repertóriumában „Dragichevczi” néven szerepel.  Nagy Lajos 1829-ben kiadott művében ugyancsak „Dragichevczi” néven 16 házzal, 39 katolikus és 45 ortodox vallású lakossal találjuk. A település 1809 és 1813 között francia uralom alatt állt.
A katonai közigazgatás megszüntetése után Magyar Királyságon belül Horvátország része, Belovár-Kőrös vármegye Csázmai járásának része lett. 1918-ban az új szerb-horvát-szlovén állam, majd később Jugoszlávia része lett. 1941 és 1945 között a németbarát Független Horvát Államhoz, majd a háború után a szocialista Jugoszláviához tartozott. Donji Dragičevci lakosságát 1948 óta számlálják önállóan. 1991-től a független Horvátország része. 1991-ben lakosságának 87%-a horvát volt. A délszláv háború idején mindvégig horvát kézen maradt. 2011-ben 44 lakosa volt, akik főként mezőgazdaságból éltek.

## Lakossága
| Lakosság változása | Lakosság változása | Lakosság változása | Lakosság változása | Lakosság változása | Lakosság változása | Lakosság változása | Lakosság változása | Lakosság változása | Lakosság változása | Lakosság változása | Lakosság változása | Lakosság változása | Lakosság változása | Lakosság változása | Lakosság változása |
| ------------------ | ------------------ | ------------------ | ------------------ | ------------------ | ------------------ | ------------------ | ------------------ | ------------------ | ------------------ | ------------------ | ------------------ | ------------------ | ------------------ | ------------------ | ------------------ |
| 1857               | 1869               | 1880               | 1890               | 1900               | 1910               | 1921               | 1931               | 1948               | 1953               | 1961               | 1971               | 1981               | 1991               | 2001               | 2011               |
| 0                  | 0                  | 0                  | 0                  | 0                  | 0                  | 0                  | 0                  | 91                 | 83                 | 59                 | 55                 | 46                 | 39                 | 53                 | 44                 |

(1931-ig lakosságát Dragičevci néven Gornji Dragičevcihez számították.)

## Nevezetességei
A falu egyetlen szakrális építménye a központban álló kis Szent Kereszt kápolna.